# Ернст Линдельоф
Ернст Леонард Линдельоф (на фински: Ernst Leonard Lindelöf) е финландски математик с трудове по комплексен анализ, диференциални уравнения и топология.
Роден е в семейството на Леонард Лоренц Линдельоф – професор по математика в Хелзинкския университет, с основни трудове по диференциална геометрия и вариационно смятане. Когато, през 1887, Линдельоф записва математика в университета, баща му е вече пенсиониран. По време на учението си, той прекарва две години в Стокхолм и две в Париж. През 1895 защитава дисертация си Върху пълните системи и пресмятането на диференциални инварианти на непрекъснати крайни групи в университета в Хелзинки и започва да преподава там, следвайки семейната традиция, първо – като доцент, а след това, от 1903, като професор. Остава професор в Хелзинкския университет до оттеглянето си от академична дейност през 1938.
Първата статия на Линдельоф се появява още през 1890, в нея доказва съществуване на решения на някои класи диференциални уравнения. След това, насочва вниманието си към аналитичните функции. Използвайки известни трудове на Гьоста Миттаг-Лефлер, върху асимптотично развитие на редове на Тейлър, успява да докаже важни резултати за поведението на функция около нейна съществена особеност. Линдельоф публикува и трудове върху редове на Фурие, Гама-функция и конформни изображения.
Най-известният му труд, обаче, е върху аналитичното продължение, който се появява през 1905 и
е озаглавен „Смятането с резидууми и неговите приложения в теорията на функциите“ (Le calcul des résidus et ses applications à la théorie des fonctions). Този труд, преведен на няколко езика, дори и днес продължава да представлява интерес за математиците.
В комплексния анализ, на негово име, са наречени следните резултати: хипотеза на Линдельоф, теорема на Линдельоф, принцип на Фрагмен-Линдельоф, а в топологията – лема на Линдельоф и пространство на Линдельоф.
Сред учениците на Линдельоф личат имената на други двама видни финландски математици – Ларс Алфорс и Ролф Неванлинна.